# Feliniopsis securifera
Feliniopsis securifera är en fjärilsart som beskrevs av Alfred Ernest Wileman och Reginald James West 1929.
Feliniopsis securifera ingår i släktet Feliniopsis och familjen nattflyn. Inga underarter finns listade i Catalogue of Life.